# Myospila flavibasis
Myospila flavibasis är en tvåvingeart som först beskrevs av Malloch 1925.  Myospila flavibasis ingår i släktet Myospila och familjen husflugor.
Artens utbredningsområde är Taiwan. Inga underarter finns listade i Catalogue of Life.